# لوکاس داوری
لوکاس داوری (انگلیسی: Lucas Daury؛ زادهٔ ۲۴ اوت ۱۹۹۵) بازیکن فوتبال اهل فرانسه است.
از باشگاه‌هایی که در آن بازی کرده‌است می‌توان به باشگاه فوتبال والنسین اشاره کرد.